# ホラ (ケニア)
ホラ（Hola）はケニアの町である。タナ川 (カウンティ)の首府である。

## 地理
タナ川沿いに位置する。

## 交通

### 空港
- ホラ空港（英語版）